# Cristóbal Merlos
Cristóbal Merlos, född 13 november 1978, är en salvadoransk bågskytt. Han deltog vid olympiska sommarspelen 2000.